# Pseudolophia nigrosignata
Pseudolophia nigrosignata là một loài bọ cánh cứng trong họ Cerambycidae.